# Lysovice
Lysovice é uma comuna checa localizada na região de Morávia do Sul, distrito de Vyškov.